# Ada Negri
Ada Negri (3. února 1870, Lodi – 11. ledna 1945, Milán) byla italská spisovatelka a básnířka píšící před vypuknutím druhé světové války.

## Životopis
Ada Negri se narodila v italském městě Lodi v rodině řemeslníka. Jejím otcem byl Guseppe Negri a matka Vittorie Cornalby. Do školy chodila v Lodi, kde také získala diplom učitelky základní školy. V osmnácti letech nastoupila jako učitelka do vesnice Motta Visconti v Ticinu poblíž Pavie. Její první svazek textů "Fatalità" z roku 1892 potvrdil její pověst básnířky a vedl ke jmenování učitelky v Miláně. Její druhá básnická kniha "Tempeste" z roku 1896 vypráví o bezmocné tragédii opuštěných chudých.
Dne 28. března 1896 se provdala za průmyslníka Giovanniho Garlandu z Bielly, který se do ní zamiloval při čtení její poezie. V roce 1904 se jim narodily dcery Bianca a Vittoria. Vittoria bohužel v dětství zemřela. V roce 1913 Negri od svého manžela odešla a přestěhovala se i s Biancou do Švýcarska. Poté byla dlouhodobě na cestách. Často pobývala v italské obci Laglio, ležící u jezera Como. Napsala zde svůj jediný román, autobiografické dílo "Stella Mattutina" (Ranní hvězda), vydané v roce 1921, a v angličtině v roce 1930. Během delšího pobytu na Capri, kam odcestovala v březnu 1923, napsala "I canti dell'isola".
V roce 1940 se stala první ženou přijatou do italské královské akademie Royal Academy of Italy. Tento úspěch však pošpinil její pozdější pověst, protože členové akademie museli přísahat loajalitu fašistickému režimu a byli jím odměněni různými hmotnými výhodami. Dne 11. ledna 1945 ji našla její dcera Bianca Negri mrtvou v jejím ateliéru v Miláně. Bylo jí 74 let.
Její práce byla během jejího života často překládána. Jednotlivé básně byly publikovány v novinách v USA a jinde.
Herečka Pola Negri (rozená Barbara Apolonia Chałupec) přijala pseudonym "Negri" jako projev úcty k její poezii. Herečka Paola Pezzaglia byla ideální interpretkou její poezie na divadelní scéně.

### Kritika
Benedetto Croce nazval její dílo „lehkomyslné, uslzené, zcela soustředěné na melodičnost a příliš emotivní - jde o poetiku, která je poněkud melancholická, idylicko-elegická“. Odmítl její dílo a napsal, že „nedostatek nebo nedokonalost v umělecké práci je především ženskou vadou (difetto femminile). Je to právě mateřský instinkt ženy, její „ obrovské a vše pohlcující “ soustředění matky na dítě, které jí brání v úspěšném zrodu zcela realistického literárního díla.
Jiní kritici ji však viděli jako „někoho, jehož vize se zaměřila na životní těžkosti tak, jak to v těch nepokojných dobách udělalo několik dalších autorů. Její přirozeně lyrická duše věděla, což je znát v hlavních částech jejích děl, jak tyto těžkosti transformovat a to s otiskem originality utrpení, hořkostí i radostí celé generace. Byla popsána jako spisovatelka, která zrušila zavedené konvence a formovala své texty podle rytmů srdce, její poezie je nekonečně svobodná, vrtošivá a přesná.“
Její práci a život nadále pronásledovala nespravedlnost. Dokonce odmítla povolit, aby její poslední svazek poezie byl vydán před koncem druhé světové války. Stejně jako mnozí italští spisovatelé tohoto období její pověst po roce 1945 utrpěla spojením s fašistickým hnutím, protože v roce 1931 získala Mussoliniho cenu. Cenu financoval deník Corriere della Sera.

## Poezie
- Esilio (1914)
- Il libro di Mara (1919), překlad do angličtiny Maria A. Costantini a publikováno pod názvem The Book of Mara v Italica Press (2011)
- Fatalità (1892)
- Tempeste (1896)
- Maternità (1904)
- Dal profondo (1910)
- I canti dell’isola (1925), překlad do angličtiny Maria A. Costantini a publikováno pod názvem Songs of the Island v Italica Press (2011)
- Vespertina (1930)
- Il dono (1936)
- Fons amoris (1946) publikováno posmrtně

## Próza
- Le solitarie (1917)
- Orazioni (1918)
- Stella mattutina (1921), publikováno v angličtině:Morning Star (1930)
- Finestre alte (1923)
- Le strade (1926)
- Sorelle (1929)
- Di giorno in giorno (1932)
- Erba sul sagrato (1939)
- Oltre (1947) publikováno posmrtně